# Fjodor Resjetnikov
Ej att förväxla med konstnären Fjodor Pavlovitj Resjetnikov.
Fjodor Michajlovitj Resjetnikov (ryska: Фёдор Михайлович Решетников), född 17 september (gamla stilen: 5 september) 1841 i Jekaterinburg, död 21 mars (gamla stilen: 9 mars) 1871 i Sankt Petersburg, var en rysk författare.
Resjetnikov tillhörde den äldre skolan av narodnikerna, folkskildrarna, och behandlade företrädesvis det industriella proletariatet vid Volga och Ural. Hans realistiska beskrivning på det dåtida eländet vid järnverken på Ural i berättelsen Glumovy blev betecknande för en hel riktning i denna sociala anklagelselitteratur på 1860-talet ("Glumovstjina"). Själv förde han en mycket bekymmersam tillvaro. Högst i konstnärligt avseende står hans bonderoman Podlipovtsy (uppkallad efter invånarna i byn Podlipnaja i guvernementet Perm), som ger en hemsk bild av pråmdragarnas eländiga liv vid floderna i östra Ryssland, med vackra naturskildringar. Hans samlade skrifter utkom 1869 (fjärde upplagan 1896; med biografisk inledning av M. Protopopov).